# Jacob Esselens

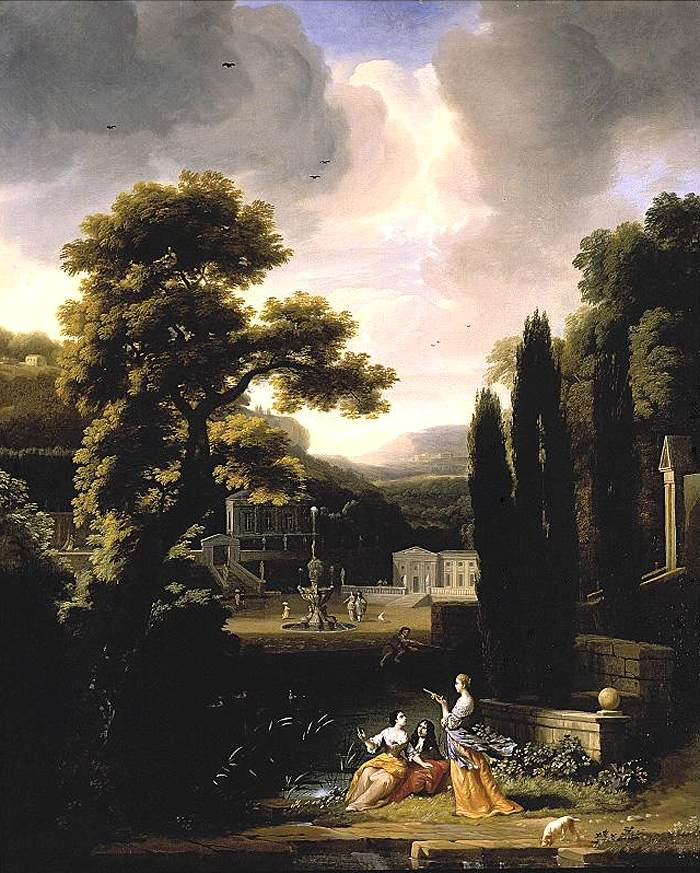
Klassiek landschap met figuren, olieverf op doek, 77 x 61 cm, privécollectie

Jacob Esselens (Amsterdam, 1626 - aldaar, 1687) was een Nederlands kunstschilder en tekenaar uit de periode van de Gouden Eeuw. Hij vervaardigde landschappen en portretten. Als schilder was hij autodidact. Zijn werk vertoont invloeden van Rembrandt en van Simon de Vlieger.
Esselens was een handelaar in zijde en fluweel en maakte uit dien hoofde vele reizen naar Duitsland, Frankrijk, Italië, Engeland en Schotland. Tijdens die reizen maakte hij vele afbeeldingen van landschappen en stadsgezichten, waarvan er diverse werden opgenomen in de Atlas Van der Hem. 
In 1663 reisde hij langs de Rijn in het gezelschap van Gerbrand van den Eeckhout en Jan Lievens, zoals blijkt uit de vele tekeningen die de drie kunstenaars maakten van dezelfde locaties, onder andere van Rhenen, Arnhem en Kleef. Naast vele topografisch correcte landschappen en stadsgezichten maakt hij ook gefantaseerde landschappen, met veel aandacht voor dier- en mensfiguren.
Esselens trouwde op latere leeftijd. Op 20 april 1668 ging hij in ondertrouw met de Amsterdamse Janneken Jans. Met haar liet hij in 1674 een testament opmaken. Zij overleed in 1677. Zijn werkzaamheden als koopman zorgden ervoor dat hij in goeden doen was en diverse wevers in dienst had.
Jacob Esselens werd op 15 januari 1687 in Amsterdam begraven.